# Toreja kalifornská

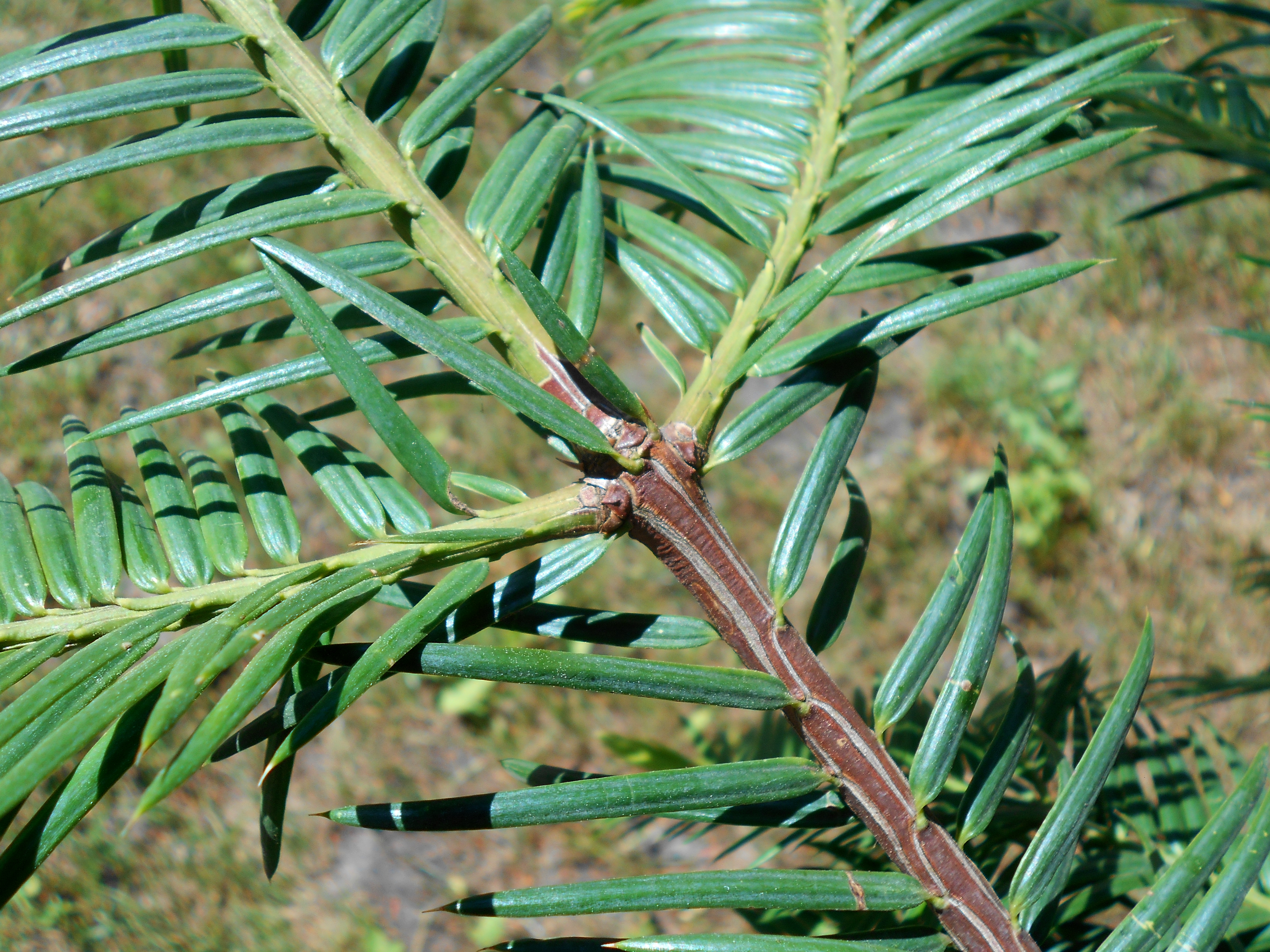
Mladá větvička s jehlicemi

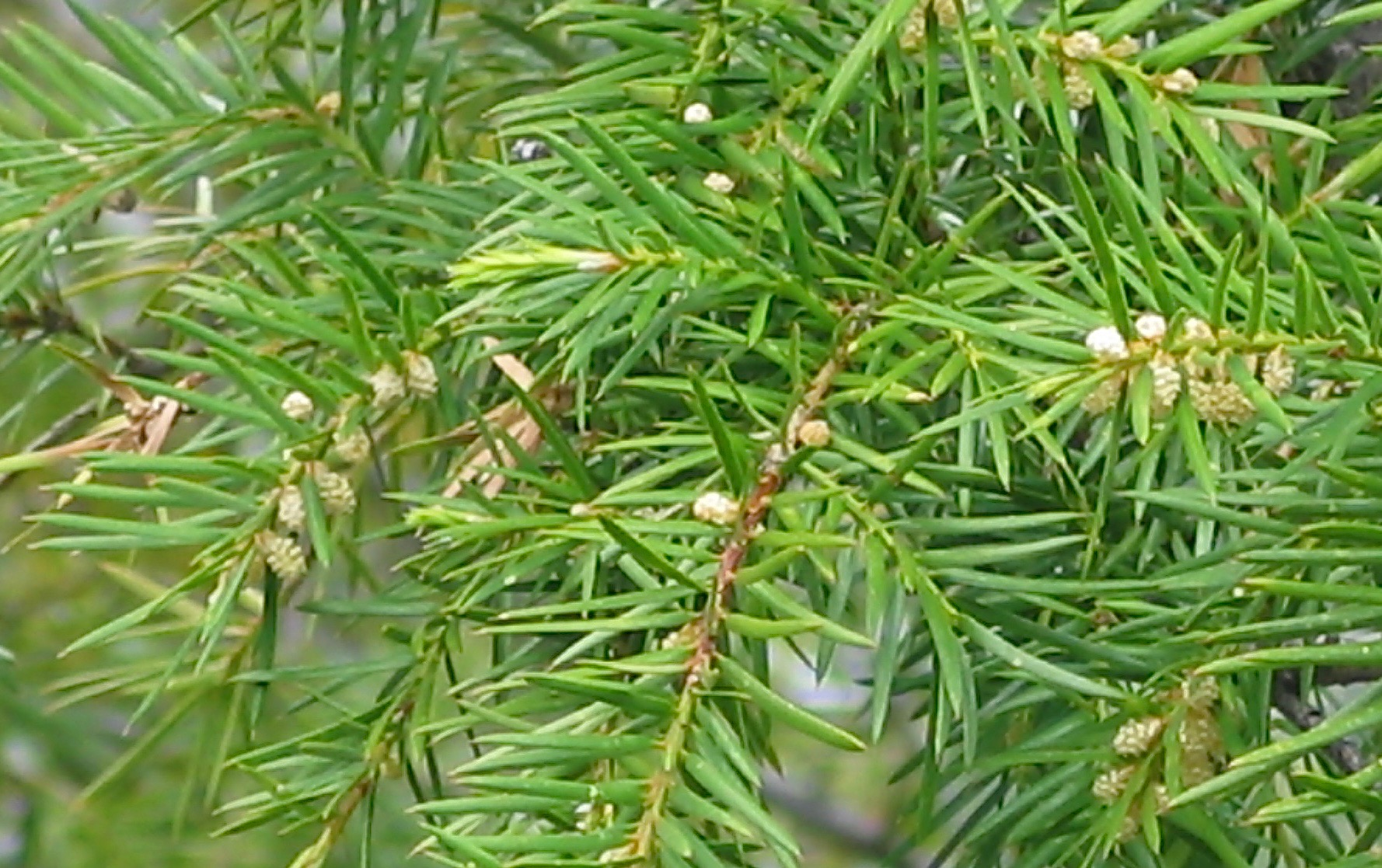
Samčí šištice s pylem

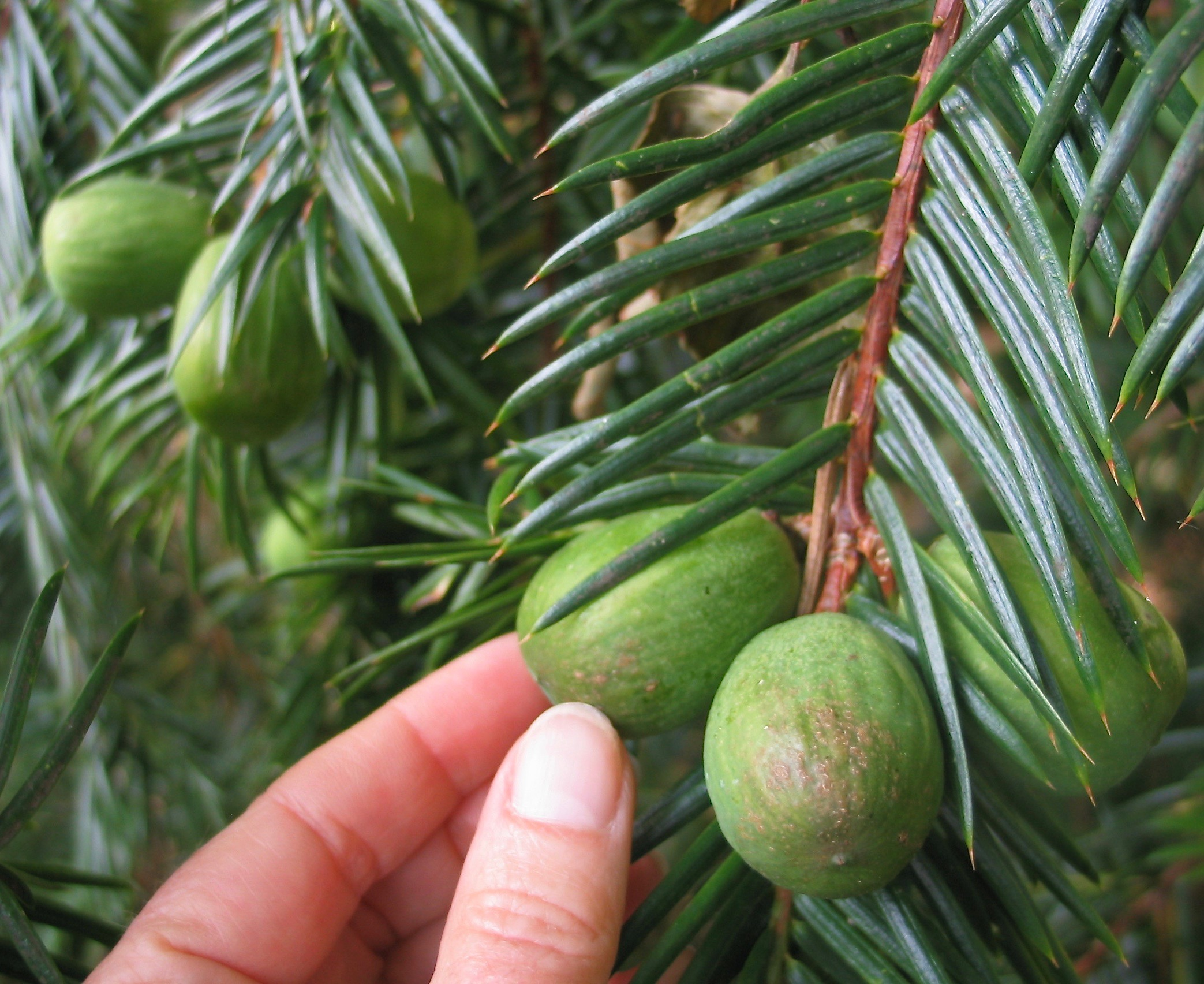
Zrající míšky se semeny

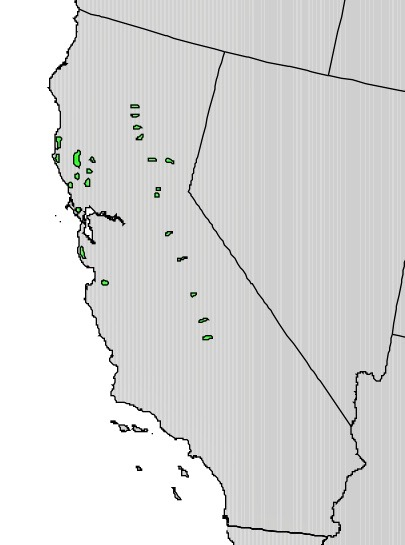
Mapa rozšíření

Toreja kalifornská (Torreya californica) je stálezelený jehličnatý strom, endemit, rostoucí výhradně ve Spojených státech amerických. Bývá obvykle vysoká do 20 m a kmen má průměrně široký do 90 cm, jehličnaté listy jsou po několik let vytrvalé a silně aromatické. Je jedním ze dvou severoamerických druhů rodu toreja, neroste ve velkém počtu a je poměrně vzácný.

## Rozšíření
Roste na západě Spojených států, v Kalifornii, ve dvou arelách. Prvá se rozkládá v pobřežních pohořích podél Tichého oceánu, v Kalifornském pobřežním pásmu (Coast Ranges) od okresu Trinity po okres Monterey. Druhá arela se rozprostírá v horském pásmu situovaném více na východě, ve vnitrozemí, v Kaskádovém pohoří (Cascade Range) od okresu Shasta na severu po okres Tulare na jihu.
Má roztroušený výskyt na vlhkých a stinných místech v kopcovitém až hornatém přímořském terénu, kterému dominují vysoké jehličnany, jako např. sekvoj vždyzelená, smrk sitka a douglaska tisolistá. V údolích vlhkých kaňonů Kaskádovém pohoří se váže na stromy jako platan západní, dřín Nuttallův, olše oregonská a některé javory.

## Ekologie
Tato rostlina je fanerofyt vyskytující se nejčastěji v klimaxových společenstvech na vlhkých chráněných stanovištích, v příhodně situovaných kaňonech či podél vodních toků, v nadmořských výškách od 200 až po 2500 m n. m. Na kvalitu půdy není příliš náročná, nejlépe roste v hlinité, výživné a spíše těžší půdě zadržující vodu. Obstojně se ji daří i v půdách skeletových nebo písčitých, jež mohou být slabě kyselé až mírně alkalické, vždy však dobře zásobené vláhou. Požaduje přes léto vyšší vzdušnou vlhkost, prospívá jí počasí blízké středomořskému. Nejlépe se jí daří při průměrné zimní teplotě pohybující se v rozmezí od 0° C po -5° C. V lesích nevytváří jednodruhové porosty. Protože má tenkou kůru, špatně odolává lesním požárům.
Obvykle začíná svůj růst v kopcovitém terénu jako podrost vysokých stromů, často se drží břehu potoka či dna kaňonu. Je tolerantní vůči stínu, ve kterém ale roste pomalu. Stromy o průměru kmene od 10 do 20 cm jsou na osvětleném stanovišti staré 60 až 110 let, zatímco stejně velké rostoucí v zastíněném podrostu mívají věk od 170 do 265 roků. Přenos pylu se stromu samčího na samičí zajišťuje vítr a bylo shledáno, že pro zdárné opylení nemají být jedinci opačného pohlaví od sebe vzdáleni ne více než 23 až 27 m. Počet chromozomů popisovaného druhu 2n = 16.

## Popis
Toreja kalifornská je dvoudomá stálezelená a poměrně dlouhověká dřevina, která má tvar stromu nebo do široka rozloženého keře. Dorůstá ojediněle do výšky okolo 30 m a její kmen může mít výčetní tloušťku téměř 1 m. Borka kmene je šedohnědá, i u starých jedinců bývá nejvýše 1 cm tlustá a podélně mělce rozpraskaná. Kořeny sahají hluboko a dobře dřevinu kotví i ve skalnaté půdě. Koruna je kuželovitá, v horní partii zaoblená nebo nepravidelná, její větve vyrůstají v přeslenech a jsou téměř rovné až slabě převislé, mladé větvičky mají barvu zprvu zelenou a později červenohnědou. Nejmohutnější zaevidovaný strom dosahoval před pořezáním výšky 43 m a měl průměr kmene 4,5 m, podle letokruhů byl stár okolo 500 let.
Jehlice s pichlavou špičkou jsou kopinaté, dlouhé 3 až 8 cm, mají kratičkou stopečku, vyrůstají ve dvou řadách vstřícně až křižmostojně a bývají rovné či slabě zahnuté. Na svrchní straně jsou tmavě zelené, na spodní světle zelené se dvěma vpadlými bělavými pruhy obsahující stříbřité dýchací průduchy, mají po jednom pryskyřičném kanálku a po rozemnutí vydávají intenzivní aroma. Zimní pupeny jsou kryté několika páry velmi tuhých, trojúhelných šupin se zřetelným kýlem.
Samčí pylové šištice kulovitého či eliptického tvaru jsou bělavé, dlouhé asi 6 mm a široké 5 mm, vyrůstají jednotlivě na krátkých stopkách a začínají se tvořit již předchozí rok. Samičí šištice jsou přisedlé a počínají se vyvíjet až v roce opylení, mají po dvou až třech párech plodných šupin se dvěma vajíčky, dozrává však jen jedno. K jejich opylení pylem ze samčího jedince dochází v období od března do května. Šišky se zralými semeny se rozpadají na stromě.
Plod, vyrůstající jednotlivě nebo v páru, je podlouhle vejčitý, 3 až 4 cm velký a obsahuje semeno s dřevnatým osemením, které je obaleno tenkým kožovitým obalem. Plod sice připomíná peckovici, ale odborně je nazýván míškem, zprvu je zelený a ve zralosti získává purpurové proužky. Semena dozrávají od srpna do září a uvolňují se z plodů od října do konce listopadu.

## Rozmnožování
Toreja kalifornská se přirozeně rozmnožuje semeny, nebo růstem nových jedinců z pupenů na pahýlech polámaných či na pařezech pokácených stromu. Semeno klíčí i bez stratifikace, nejlépe z nevelké hloubky. Nejpravděpodobněji při tomto pohlavním rozmnožování vyroste ze semenáče strom. Naopak při vegetativním rozmnožování se z pupenu téměř pravidelně vyvine rostlinka, která později získá tvar keře. Na nevhodné, nevýživné půdě nebo v suchých podmínkách občas vyroste keř i ze semene.
Produkce semen je nepravidelná, nestejnoměrná, během opylování totiž záleží na mnoha faktorech, jako vlhkost vzduchu, vzdálenost samčích a samičích jedinců i převážné směry vanoucích větrů. Dobré semenné roky obvykle bývají následovány několika neúrodnými. Zralá semena jsou těžká a většinou padají do těsné blízkosti mateřských stromů. Do větších vzdáleností je odnášejí ptáci a hlodavci, kteří si je schraňují na zimní období.

## Význam
Dřevo stromu je jemnozrnné a žlutohnědé, je považováno za vysoce kvalitní, pevné, pružné, hladké v textuře a dobře se leští. Odolává vůči hnilobě i škůdcům a vydává vůni podobnou santalovému dřevu. Používalo pro výrobu různých skříní, nábytku, dřevěného nádobí a podobně, v současnosti se toto dřevo pro řídký výskyt téměř netěží.
V minulosti, když těchto stromů rostlo mnohem více, byla semena potravou i lidí, v současnosti se však vyskytují tak řídce, že se zpravidla ani nesklízí a jsou většinou jen potravou pro volně žijící zvířata. Někdy jsou vysazovány jako okrasné stromy, snášejí i městské klima, ale nepříjemný zápach jehličí často omezuje jejich vhodnost.

## Ohrožení
Toreja kalifornská je poměrně vzácná, vyskytuje se sic na velkém území, ale jen řídce, dále roste velmi pomalu a je málo odolná vůči lesním požárům, které ji obvykle nevratně zahubí. Kácení pro průmyslové využití je sice omezeno, ale početní stavy plodných stromů se téměř nenavyšují a Mezinárodním svazem ochrany přírody je proto považována za zranitelný taxon VU.